# Maltol
El maltol (de código E-636) es un compuesto orgánico que se emplea fundamentalmente como potenciador del sabor en la industria alimentaria desde mediados del siglo XX. Se presenta en forma de pequeños cristales blancos que son solubles en agua caliente, cloroformo y otros disolventes polares. Por regla general aporta un aroma a caramelo, aunque rara vez aparece de forma natural en los alimentos. Se sintetiza en la corteza del alerce. Debido a su olor, el maltol se emplea en la industria alimentaria como un reforzador de aromas y fragancias que proporcionan sabor dulce. En algunos casos el maltol recuerda por su olor al pan recién hecho, por esta razón se emplea también como un mejorador del pan. El compuesto etil maltol es un potenciador del sabor dulce cinco veces más potente que el maltol.

## Obtención y uso
El maltol se forma por la escisión de los azúcares, especialmente de la fructosa, durante su calentamiento. Aparece espontáneamente en el procesado de algunos alimentos, como puede ser el tostado de la malta (de la que toma el nombre), el cacao, galletas, etc. y, en general, durante la elaboración de productos de repostería. Su uso como potenciador de los sabores dulces (por ejemplo, en los lácteos) permite añadir menos azúcar a los alimentos, aportando menos calorías. La ingesta máxima recomendada por día de maltol es de 1 mg/kg de peso, cantidades superiores se asocian a la destrucción de glóbulos rojos.
Algunos estudios indican que el maltol aumenta la biodisponibilidad del aluminio en el cuerpo humano e incrementa la biodisponibilidad del galio y del hierro.
Ingesta máxima recomendada por día|dosis diaria recomendada